# Paloma Goldsmith Weinreich
Paloma Goldsmith Weinreich (* 14. Juli 2004) ist eine chilenische Tennisspielerin.

## Karriere
Goldsmith Weinreich spielt bislang überwiegend Turniere auf der ITF Women’s World Tennis Tour, wo sie bislang aber noch keinen Titel gewinnen konnte.

### College-Tennis
Seit 2024 spielt Weinreich für das Damentennisteam der Florida Gulf Coast Eagles der Florida Gulf Coast University.
Sie debütierte 2023 in der chilenischen Billie-Jean-King-Cup-Mannschaft mit einem Einsatz im Einzel gegen Bolivien, wo sie gegen Natalia Trigosso gewinnen konnte.